# Mimo Cava
Mimo Cava es el nombre artístico de Diómedes Olmedo Vaca Camino (Guayaquil, Ecuador, 8 de agosto de 1957) es un actor ecuatoriano de teatro y televisión.

## Biografía

### Primeros años
A la edad de 9 años inició su carrera en televisión, en el programa infantil La escuelita cómica del maestro Lechuga de Ecuavisa, donde interpretó a Raphael, Sandro y Leo Dan.
Estudió hasta el quinto año de la carrera de medicina, luego tuvo que retirarse ya que a inicios de los años 70 tuvo un hijo, lo que le dificulta seguir en los estudios. Esto lo llevó a tomar la decisión de dedicarse al arte, como actor de teatro, vocación que siempre le atrajo desde niño al igual que la medicina.

### Carrera
Al inicio de su carrera actoral, Francisco Falquez, con quien inició en el teatro, le dijo que su nombre era muy largo y no se ajustaba en el marco del teatro, por lo que tenía que cambiarlo. Es así como Diómedes creó el seudónimo de Mimo Cava, el primero recordando el papel que interpretó de mimo a los 11 años en La escuelita cómica del maestro Lechuga, y el segundo es su primer apellido al revés.
En los años de 1990 participó en producciones como Tal para cual, e interpretó a Don Bolo, esposo de Doña Bacha, interpretada por Prisca Bustamante, y jefe de su asistente doméstica Petita, interpretada por Azucena Mora, en la comedia Tal para cual de Ecuavisa.
Años más tarde fue parte de Samba kanuta, también interpretó el papel de Tombo, un guardia de seguridad en el programa infantil Manzana 12, ambas producciones de SíTV.
En 2016 realiza una participación especial en la serie 3 familias de Ecuavisa, e interpretó a Don Casimiro, el papá de Carla Galindo (Érika Vélez) y nuevamente comparte roles con Prisca Bustamante y Azucena Mora, sus inolvidables compañeras de la serie Tal para cual.
En 2018 forma parte de la primera temporada de la bionovela Sharon la Hechicera.

### Defensa Civil
Se unió a la Defensa Civil desde los 18 años, auxiliando a damnificados víctimas del fenómeno del Niño de 1987 y 1992. Llegó a tener el grado de Comandante y permaneció en dicha institución hasta el 2005.

### Reconocimientos
En julio de 2018 fue condecorado con la Estrella porteña, por su trayectoria y aporte a la formación teatral.

## Filmografía
- (2018) Sharon la Hechicera - El Paisano
- (2016/2018-2019) 3 familias - Casimiro Galindo
- (1995-2000) Manzana 12 - Tombo
- (1990-1992) Tal para cual - Don Bolo
- (2015) ¡Así pasa! - Como el primer jefe de la funería (sólo un capítulo)